# 포스티에탄
포스티에탄(영어: fosthietan)은 살충제와 살선충제로 사용되는 화합물로, 화학식은 C
6H
12NO
3PS
2이다.

## 같이 보기
- 살충제